# Distretto di Sajhan (Sėlėngė)
Il distretto di Sajhan  è uno dei sedici distretti (sum) in cui è suddivisa la provincia del Sėlėngė, in Mongolia. Conta una popolazione di 8.285 abitanti (censimento 2008). 